# El coso (película de 2022)
El coso es una película documental argentina dirigida por Néstor Frenkel.
La cinta fue nominada a mejor documental en la 71° edición de los Premios Cóndor de Plata.

## Sinopsis
El testimonio de quienes lo conocieron y el registro de su imagen y voz no bastan para dar cuenta de quién fue Federico Manuel Peralta Ramos, un artista único, absolutamente comprometido con la creación de una obra fugaz y eterna.

## Elenco
- Damián Dreizik

## Premios y nominaciones
| Premio                  | Fecha              | Categoría        | Nominado | Resultado | Ref.  |
| ----------------------- | ------------------ | ---------------- | -------- | --------- | ----- |
| Premios Cóndor de Plata | 22 de mayo de 2023 | Mejor documental | El coso  | Nominado  | [ 1 ] |